# 24/365 with Blackpink
24/365 with Blackpink là chương trình thực tế của nhóm nhạc nữ Hàn Quốc Blackpink được phát hành trên kênh YouTube chính thức của nhóm. Chương trình sẽ ghi lại hoạt động trong các một số lần comeback của nhóm cũng như cuộc sống của các thành viên thông qua các video dưới dạng Vlog.
Tiêu đề của chương trình do thành viên Lisa tạo ra và được các fan lựa chọn thông qua một cuộc thăm dò trên tài khoản Instagram chính thức của nhóm. Tập giới thiệu cho chương trình được phát hành trên YouTube vào ngày 13 tháng 6 năm 2020 và tập đầu tiên được phát sóng vào lúc 9 giờ sáng ngày 4 tháng 7 năm 2020.

## Lịch sử
Chương trình thực tế đã được YG Entertainment công bố vào cuối tháng 5 thông qua một story được đăng trên tài khoản Instagram chính thức của nhóm, yêu cầu những người hâm mộ bỏ phiếu bình chọn cho tiêu đề yêu thích nhất của họ trong số bốn tiêu đề được tạo ra bởi các thành viên nhóm. Những cái tên được tạo ra bởi các thành viên gồm "24/365 with Blackpink" (Do Lisa đặt), “Behind The Pinks” (Do Rosé đặt), “BLACKPINK Log” (Do Jisoo đặt) và “BLACKPINK is?” (Do Jennie đặt). Kết quả là tiêu đề "24/365 with Blackpink" giành chiến thắng với nhiều phiếu bầu nhất. Tiêu đề được lấy cảm hứng từ một câu hát trong bài hát Whistle của nhóm.
Vào ngày 13 tháng 6 năm 2020, YG Entertainment bất ngờ đăng tải một video có tên là Prologue, mở đầu cho chương trình thực tế mới nhất của nhóm. Trong video này, các thành viên đã chính thức thông báo về việc tham gia chương trình và tiêu đề của chương trình đã được tiết lộ với tên gọi "24/365 with Blackpink". Ngày 30 tháng 6, một teaser poster đã được đăng trên mạng xã hội và ngày 4 tháng 7 đã được xác nhận là ngày công chiếu tập đầu tiên. Chương trình chính thức được phát sóng vào mỗi thứ bảy hàng tuần lúc 9 giờ sáng trên kênh YouTube chính thức của nhóm.

## Tóm tắt nội dung
Chương trình thực tế sẽ đồng hành cùng bốn thành viên của nhóm Blackpink trong các hoạt động đời thường, bao gồm cả thời điểm trong quá trình comeback với đĩa đơn "How You Like That" cũng như quá trình chuẩn bị phát hành "The Album" sau đó. Nội dung chương trình ngoài việc cung cấp những hình ảnh chưa được công bố về quá trình sản xuất các tác phẩm mà còn có cả những phút giây giải trí khác nhau, tất cả đều do ê-kíp sản xuất chương trình thực hiện để giúp cho các thành viên đều được thư giãn.

## Tập phát sóng
| Tập phát sóng  | Ngày phát sóng | Nội dung tập phát sóng |
| Tập giới thiệu | 13/06/2020     | Các thành viên tiết lộ về màn comeback sắp tới, chính thức thông báo về việc tham gia chương trình, giới thiệu về chương trình và chọn tiêu đề cho chương trình |
| Tập 1          | 04/07/2020     | Lisa ghi hình cho chương trình "Thanh Xuân Có Bạn 2" và đưa fan đến một buổi tập vũ đạo. Jennie tham dự sự kiện khai trương Jentle Home và đi mua sắm quần áo. Rosé và Jisoo cùng nhau đi làm đồ gốm và chia sẻ thành quả của họ |
| Tập 2          | 11/07/2020     | Tập phim hậu trường độc quyền về quá trình thực hiện "How You Like That", đĩa đơn đầu tiên trong full album của Blackpink "The Album". Các cảnh quay từ chương trình trực tiếp sự trở lại và buổi họp báo được trình chiếu trực tuyến. Các thành viên đã trả lời các câu hỏi rồi cùng nhau reaction về MV của nhóm |
| Tập 3          | 18/07/2020     | Các thành viên chơi trò chơi nhập vai với các vai trò khác nhau gồm Jisoo (vị trí: nhân viên mới), Rosé (vị trí: quản lý), Lisa (vị trí: quản lý cấp cao) và Jennie (vị trí: giám đốc). Các thành viên Jisoo, Rosé, Lisa cố gắng hết sức trong việc gây ấn tượng với giám đốc Jennie để họ có thể được thăng chức |
| Tập 4          | 25/07/2020     | Các thành viên chơi trò chơi thần giao cách cảm để nhận vật phẩm cho bữa ăn của họ. Mỗi người chọn một thành phần nhưng không được phép nói với các thành viên khác những gì họ đã chọn, sau đó họ phải đoán thành phần mà thành viên trước đã chọn thông qua thần giao cách cảm |
| Tập 5          | 01/08/2020     | Các thành viên chia sẻ về những tháng ngày làm thực tập sinh của họ cũng như những khó khăn mà họ đã trải qua. Sau đó Rosé chơi guitar và cả nhóm cùng hát "Price Tag", "Lonely" và "You & I" với nhau giống như họ đã làm trong khoảng thời gian được đào tạo trước đây |
| Tập 6          | 08/08/2020     | Tại trụ sở của YG Entertainment, BlackPink đã tổ chức lễ kỷ niệm 4 năm thành lập nhóm cũng như chuẩn bị một màn vũ đạo đặc biệt cho "How You Like That" bằng cách hóa trang thành các nhân vật trong bộ phim Frozen. Sau khi bốc thăm, Rosé đóng vai Anna, Jisoo đóng vai Elsa, Lisa đóng vai Olaf và Jennie đóng vai Kristoff. Sau đó, ảo thuật gia nổi tiếng Choi Hyun Woo được mời đến thực hiện một loạt các trò ảo thuật cho các thành viên                                                                    |
| Tập 7          | 15/08/2020     | Các thành viên đã tham dự một trường đua xe kart, nơi họ tổ chức giải đấu đua xe trong suốt cả chặng đua. Kết quả là Jennie về nhất chung cuộc, tiếp theo là Jisoo, sau đó là Rosé và cuối cùng là Lisa. Các phát thanh viên thể thao nổi tiếng ở Hàn Quốc là Kim Dae-gyeom và Jung Jun-son đã được mời đến bình luận về các cuộc thi |
| Tập 8          | 22/08/2020     | Tiếp tục giải đấu, các thành viên thực hiện thêm hai cuộc thi nữa. Đầu tiên là cuộc thi chạy nước rút một vòng, trong đó Jennie về nhất, tiếp theo lần lượt là Jisoo, Lisa và Rosé. Trong cuộc thi tiếp theo, các dấu hiệu được kết hợp với các manh mối trên đường đua mà họ phải ghi nhớ để trả lời một câu hỏi bí mật. Sau nhiều vòng không tìm được đáp án chính xác, cuối cùng Jisoo là người chiến thắng, tiếp theo lần lượt là Jennie, Rosé và Lisa                                                          |
| Tập 9          | 29/08/2020     | Các thành viên di chuyển đến một cửa hàng bán thức ăn cho thú cưng, nơi họ tự tay làm đồ ăn cho thú cưng của mình. Jisoo và Lisa chuẩn bị bánh nướng xốp với bí đỏ và cá hồi, trong khi Jennie và Rose làm kimbap với gà, ớt bột, cà rốt và rau chân vịt |
| Tập 10         | 05/09/2020     | Tập phim hậu trường độc quyền về quá trình thực hiện "Ice Cream", đĩa đơn thứ hai của nhóm có sự kết hợp cùng với Selena Gomez trong full album đầu tiên của Blackpink "The Album". Các thành viên cùng nhau tận hưởng bối cảnh quay phim đầy màu sắc và đặc biệt là những khoảnh khắc đáng yêu với hai con vật cưng tham gia video: một con capybara và một chú chó |
| Tập 11         | 12/09/2020     | Các thành viên tham gia Trò chơi Cân bằng, trả lời các câu hỏi bằng cách lựa chọn giữa hai phương án được đưa ra. Câu trả lời mà họ lựa chọn sẽ được so sánh với câu trả lời của những người hâm mộ, các câu trả lời đã nhận được thông qua internet trước đó |
| Tập 12         | 19/09/2020     | Trong một lớp học, BlackPink đã diễn lại ngày đầu tiên đi học của họ. Với sự tham gia của diễn viên hài Jae Sung Hwang trong vai trò giáo viên, các thành viên phải bầu chọn chủ tịch của khóa học và kết quả Lisa là người được chọn. Sau đó họ phải hoàn thành bài kiểm tra ăn uống mà không được để giáo viên phát hiện ra, mỗi thành viên phải chọn một hộp cơm. Lisa được cơm trộn Bimbimbap, Jisoo được đồ ăn nhanh, Jennie được thịt heo cốt lết và Rosé được một hộp mì. Kết quả Jisoo là người chiến thắng |
| Tập 13         | 26/09/2020     | Tiếp tục trong lớp học giải trí với thầy giáo là diễn viên hài Jae Sung Hwang, các thành viên chơi một trò chơi có tên là Thử thách 15 giây và kết quả Lisa là người chiến thắng trò chơi này. Cuối cùng, các thành viên chơi trò chơi Bóng bàn tiếp sức, sau khi thua 1 ván thì luật chơi đã thay đổi và họ đã chiến thắng ở ván chơi thứ hai. |
| Tập 14         | 10/10/2020     | Tập phim hậu trường độc quyền về quá trình thực hiện "Lovesick Girls", đĩa đơn thứ ba trong full album đầu tiên của Blackpink "The Album". Các thành viên cùng nhau tận hưởng bối cảnh quay phim đầy màu sắc, đẹp đẽ và vui đùa cùng nhau trong hậu trường. |
| Tập 15         | 17/10/2020     | Cảnh hậu trường của buổi ghi hình buổi phát sóng đặc biệt, được thực hiện qua YouTube và V Live phát hành album phòng thu đầu tiên The Album, cũng như những cảnh chưa được công bố trước đó từ buổi họp báo do các thành viên tổ chức một giờ sau đó |
| Tập 16         | 24/10/2020     | Các thành viên của Blackpink nói về cuộc sống của họ và việc phát hành album phòng thu đầu tiên sắp tới. Lisa đang tâm sự với những con mèo và chuẩn bị nhân sâm, Jennie khoe bộ sưu tập quà tặng từ người hâm mộ, Rosé ở tiệm làm đẹp cho video âm nhạc "Lovesick Girls" và Jisoo bình luận về mối quan tâm cá nhân. |

## Tranh cãi
Trong đoạn giới thiệu tập 17, nhóm đã có khoảnh khắc vui chơi với chú gấu trúc Phúc Bảo tại công viên Everland. Khi vui chơi với gấu trúc, thành viên nhóm không đeo găng tay và họ có trang điểm nhẹ. Trong một vài khoảnh khắc, những cô gái nhà YG không đeo khẩu trang. Hành động này bị cho là thiếu hiểu biết, có thể gây ảnh hưởng tới sức khỏe của gấu trúc. Việc này trở thành tâm điểm chỉ trích của khán giả Trung Quốc. Do sức ép lớn từ phía Cnet, ngày 7/11, YG Entertainment đã phản hồi về lùm xùm trên, họ cho hay Blackpink đã tuân thủ nghiêm ngặt các quy tắc vệ sinh kiểm dịch, đồng thời công ty quyết định hủy chiếu tập cuối của chương trình.
Ở một khía cạnh khác, từ sau vụ tranh cãi chính trị của BTS, Knet vốn đã luôn cho rằng Cnet luôn cố tình gây hiềm khích với Hàn Quốc bằng việc nhắm đến các nhóm nhạc Kpop. Vụ việc 'gấu trúc' lần này của Blackpink lại càng là một minh chứng cho điều đó. Vì vậy họ đã đăng tải hàng loạt hình ảnh cho thấy khán giả Trung Quốc đã vô cớ chỉ trích các cô gái trong khi trước đây từng có vô số người, từ người nổi tiếng cho đến chuyên gia đều tiếp xúc với gấu trúc mà không đeo găng, có trang điểm v...v...

## Liên kết khác
- 24/365 with Blackpink trên YouTube